# Impatiens mahalevonensis
Impatiens mahalevonensis är en balsaminväxtart som beskrevs av Fischer och Raheliv. Impatiens mahalevonensis ingår i släktet balsaminer, och familjen balsaminväxter. Inga underarter finns listade i Catalogue of Life.